# Risto Jarva

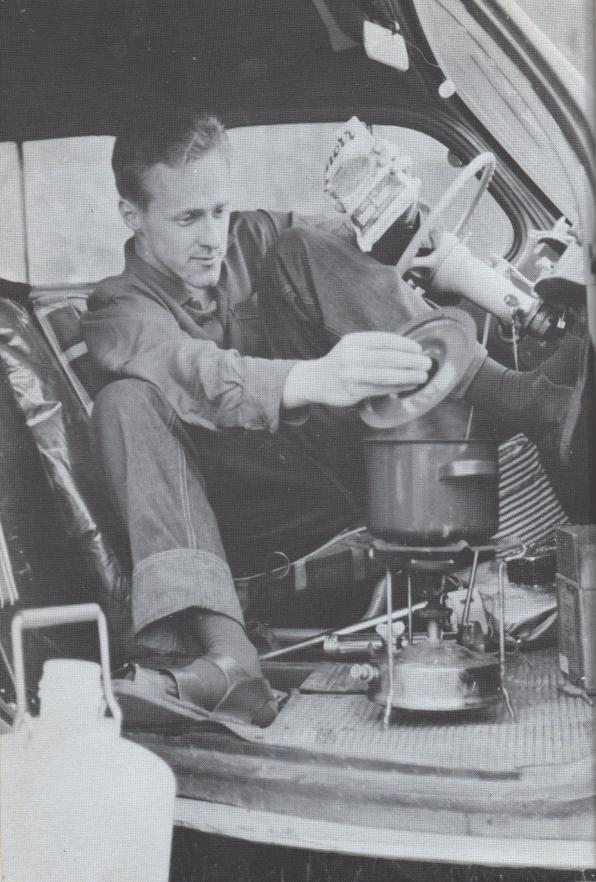
Risto Jarva, um 1950

Risto Antero Jarva (* 15. Juli 1934 in Helsinki; † 16. Dezember 1977 ebenda) war ein finnischer Filmregisseur.

## Leben
Jarva absolvierte eine Ausbildung zum Diplomingenieur, engagierte sich jedoch früh im Filmbereich. Er experimentierte mit avantgardistischen Kurzfilmen und wandte sich dann Nouvelle-Vague-Filmen zu. Es folgten Filme des Alltagsrealismus, eine Science fiction-Phantasie, ein Melodram, eine Komödie und schließlich eine Tragikomödie.
Jarva kam bei einem Unfall ums Leben.
In den Jahren 1966, 1968, 1971 und 1978 erhielt er jeweils den finnischen Filmpreis Jussi in der Kategorie Beste Regie.

## Filmografie
- 1962: Yö vai päivä
- 1965: Onnenpeli
- 1967: Työmiehen päiväkirja
- 1969: Ruusujen aika
- 1971: Benzin im Blut (Bensaa suonissa)
- 1972: Kun taivas putoaa
- 1973: Einmannkrieg (Yhden miehen sota)
- 1975: Mies joka ei osanut sanoa ei
- 1976: Loma
- 1977: Jäniksen vuosi